# سيث جوردون
سيث جوردون (بالإنجليزية: Seth Gordon) (و. 1976  م) هو مخرج أفلام، وكاتب سيناريو، ومنتج أفلام، ومونتير، ومصور سينمائي أمريكي، ولد في إيفانستون.

## التعليم
تعلم في كلية هارفارد للدراسات العليا في التصميم ‏، وجامعة ييل.

## وصلات خارجية
- سيث جوردون على موقع IMDb (الإنجليزية)
- سيث جوردون على موقع روتن توميتوز (الإنجليزية)
- سيث جوردون على موقع ألو سيني (الفرنسية)
- سيث جوردون على موقع أول موفي (الإنجليزية)
- سيث جوردون على موقع بوكس أوفيس موجو (الإنجليزية)
- سيث جوردون على موقع قاعدة بيانات الأفلام السويدية (السويدية)
- سيث جوردون على موقع قاعدة بيانات الفيلم (الإنجليزية)
- سيث جوردون على موقع كينوبويسك (الروسية)